# Kudoa stellula
Kudoa stellula is een microscopische parasiet uit de familie Kudoidae. Kudoa stellula werd in 1991 beschreven door Yurakhno. 